# Complex simplicial

Un 3-complex simplicial

În matematică, un complex simplicial este o mulțime formată din puncte, segmente, triunghiuri și omologii lor n-dimensionali (v. imaginea alăturată). Complexele simpliciale nu trebuie confundate cu noțiunea abstractă de mulțime simplicială din moderna teorie a homotopiei. Omologul combinatoric al unui complex simplicial este un complex simplicial abstract.

## Definiții
Un complex simplicial {\displaystyle {\mathcal {K}}\,} este o mulțime de simplexuri care îndeplinește următoarele condiții:
1. Orice față din simplexurile care fromează {\displaystyle {\mathcal {K}}} este, de asemenea, în {\displaystyle {\mathcal {K}}}.
2. Intersecția nevidă a oricăror două simplexuri  {\displaystyle \sigma _{1},\sigma _{2}\in {\mathcal {K}}} este o față atât a {\displaystyle \sigma _{1}} cât și a {\displaystyle \sigma _{2}}.
A se vedea, de asemenea, definiția unui complex simplicial abstract, care, într-o exprimare neformală, este un complex simplicial fără o geometrie asociată.
Un k-complex simplicial {\displaystyle {\mathcal {K}}} este un complex simplicial în care cea mai înaltă dimensiune a oricărui simplex din {\displaystyle {\mathcal {K}}} este k. De exemplu, un 2-complex simplicial trebuie să conțină cel puțin un triunghi și nu trebuie să conțină niciun tetraedru sau simplex din dimensiuni superioare.
Un k-complex simplicial {\displaystyle {\mathcal {K}}} omogen este un complex simplicial în care fiecare simplex de dimensiune mai mică decât k este o față a unui simplex {\displaystyle \sigma \in {\mathcal {K}}} de dimensiune exact k. Informal, un 1-complex pur „arată” ca fiind format dintr-o serie de segmente, un 2-complex „arată” ca și cum ar fi format dintr-o serie de triunghiuri etc. Un exemplu de complex neomogen este un triunghi cu un segment atașat la unul dintre vârfurile sale.
O fațetă este orice simplex dintr-un complex care nu este fața unui simplex mai mare. (Observați diferența față de o „față” a unui simplex). Un complex simplicial omogen poate fi considerat un complex în care toate fațetele au aceeași dimensiune.
Uneori se folosește termenul față (în sensul de „parte”, ca la politopuri) pentru a se referi la un simplex al unui complex, care nu trebuie confundat cu fața unui simplex.
Pentru un complex simplicial încorporat într-un spațiu k-dimensional, k-fețele sunt uneori denumite celule. Termenul de „celulă” este uneori folosit într-un sens mai larg pentru a desemna o mulțime homeomorfă⁠(d) la un simplex, ducând la definirea complexului celular.
Spațiul subiacent, numit uneori purtătorul unui complex simplicial, este reuniunea simplexelor sale.

## Închideri, stele și legături

Două simplexuri și închiderea lor

Un vârf și steaua sa

Un vârf și conexiunile sale

Fie {\displaystyle {\mathcal {K}}} un complex simplicial și {\displaystyle S\,} o selecție de simplexuri din {\displaystyle {\mathcal {K}}}.
Închiderea (engleză closure) lui {\displaystyle \,S\,} (notată Cl{\displaystyle \,S\,}) este cel mai mic subcomplex simplicial al lui {\displaystyle {\mathcal {K}}} care conține fiecare simplex din {\displaystyle S\,}. Cl{\displaystyle \,S\,} se obține prin adăugarea repetată la {\displaystyle S\,} a fiecărei fețe a fiecărui simplex din {\displaystyle S\,}.
Steaua (engleză star) lui {\displaystyle \,S\,} (notată St{\displaystyle \,S\,}) este reuniunea stelelor fiecărui simplex din {\displaystyle \,S\,}. Pentru un singur simplex {\displaystyle \,s\,}, steaua lui {\displaystyle \,s\,} este mulțimea simplexelor având {\displaystyle \,s\,} ca față. (A se reține că steaua lui {\displaystyle \,S\,} nu este în general el însuși un complex simplicial).
Legătura (engleză link) lui {\displaystyle \,S\,} (notată Lk{\displaystyle \,S\,}) este egală cu Cl{\displaystyle \,S\,} — St{\displaystyle \,S\,}. Este steaua închisă a lui {\displaystyle \,S\,} minus stelele tuturor fețelor lui {\displaystyle \,S\,}.

## Topologie algebrică
În topologia algebrică, complexele simpliciale sunt adesea utile pentru calcule concrete. Pentru definirea grupurilor de omologie ale unui complex simplicial, se poate citi direct complexul lanțului corespunzător, cu condiția ca toate simplexurile să aibă orientări consistente. Cerințele teoriei homotopiei conduc la utilizarea unor spații mai generale, complexele CW. Complexele infinite sunt o un concept de bază în topologia algebrică. Acest concept, oarecum mai concret, este atribuit lui Alexandrov. Orice complex simplicial finit în sensul despre care se vorbește aici poate fi încorporat ca politop într-un număr mai mare de dimensiuni. În topologia algebrică, un spațiu topologic compact care este homeomorf pentru realizarea geometrică a unui complex simplicial finit este numit de obicei poliedru.

## Combinatorică
Matematicienii din combinatorică adesea studiază f-vectorul unui d-complex simplicial Δ, care este secvența de întregi {\displaystyle (f_{0},f_{1},f_{2},\ldots ,f_{d+1})}, unde {\displaystyle f_{i}\,} este numărul fețelor (i−1)-dimensionale ale lui Δ (cu convenția {\displaystyle f_{0}=1\,} cu excepția cazului în care Δ este complexul vid). De exemplu, dacă Δ este frontiera octaedrului, atunci f-vectorul său este (1, 6, 12, 8), iar dacă Δ este primul complex simplicial din imaginea de mai sus, f-vectorul său este (1, 18, 23 , 8, 1). O caracterizare completă a posibililor f-vectori ai complexelor simpliciale este dată de teorema Kruskal–Katona.
Folosind f-vectorul unui d-complex simplicial Δ drept coeficienți ai unui polinom (scris în ordinea descrescătoare a puterilor), se obține f-polinomul lui Δ. În cele două exemple de mai sus, f-polinoamele ar fi {\displaystyle x^{3}+6x^{2}+12x+8}, respectiv {\displaystyle x^{4}+18x^{3}+23x^{2}+8x+1}.
Matematicienii sunt adesea interesați de h-vectorul unui complex simplicial Δ, care este secvența coeficienților polinomului care rezultă din substituția {\displaystyle x-1\,} în f-polinomul lui Δ. Formal, dacă se notează {\displaystyle F_{\Delta }(x)\,} f-polinomul lui Δ, atunci h-polinomul lui Δ este
{\displaystyle F_{\Delta }(x-1)=h_{0}x^{d+1}+h_{1}x^{d}+h_{2}x^{d-1}+\cdots +h_{d}x+h_{d+1}}
iar h-vectorul lui Δ este
{\displaystyle (h_{0},h_{1},h_{2},\cdots ,h_{d+1}).}
h-vectorul frontierei unui octaedru (primul exemplu) se calculează astfel:
{\displaystyle F(x-1)=(x-1)^{3}+6(x-1)^{2}+12(x-1)+8=x^{3}+3x^{2}+3x+1.}
Astfe h-vectorul frontierei octaedrului este (1, 3, 3, 1). Nu este un accident că acest h-vector este simetric. De fapt, acest lucru se întâmplă ori de câte ori Δ este frontiera unui politop simplicial (acestea sunt ecuațiile Dehn–Sommerville). Totuși, în general h-vectorul unui complex simplicial nu este nici măcar neapărat pozitiv. De exemplu, dacă se consideră Δ un 2-complex de două triunghiuri care se intersectează numai într-un vârf comun, h-vectorul rezultat este (1, 3, −2).
O caracterizare completă a tuturor h-vectorilor unui politop simplicial este dată de teorema g a lui Stanley, Billera și Lee.
Se poate observa că complexele simpliciale au aceeași structură geometrică ca și graful de contact al unei ambalări de sfere (un graf în care nodurile sunt centrele sferelor iar muchiile există dacă sferele corespunzătoare se ating între ele) și ca atare pot fi utilizate pentru a determina combinatorica ambalării sferelor, cum ar fi numărul de perechi de atingeri (1-simplexuri), triplete de atingeri (2-simplexuri) și cvadrupluri de atingeri (3-simplexuri) la ambalarea sferelor.